# Institut de médecine navale du service de santé des armées

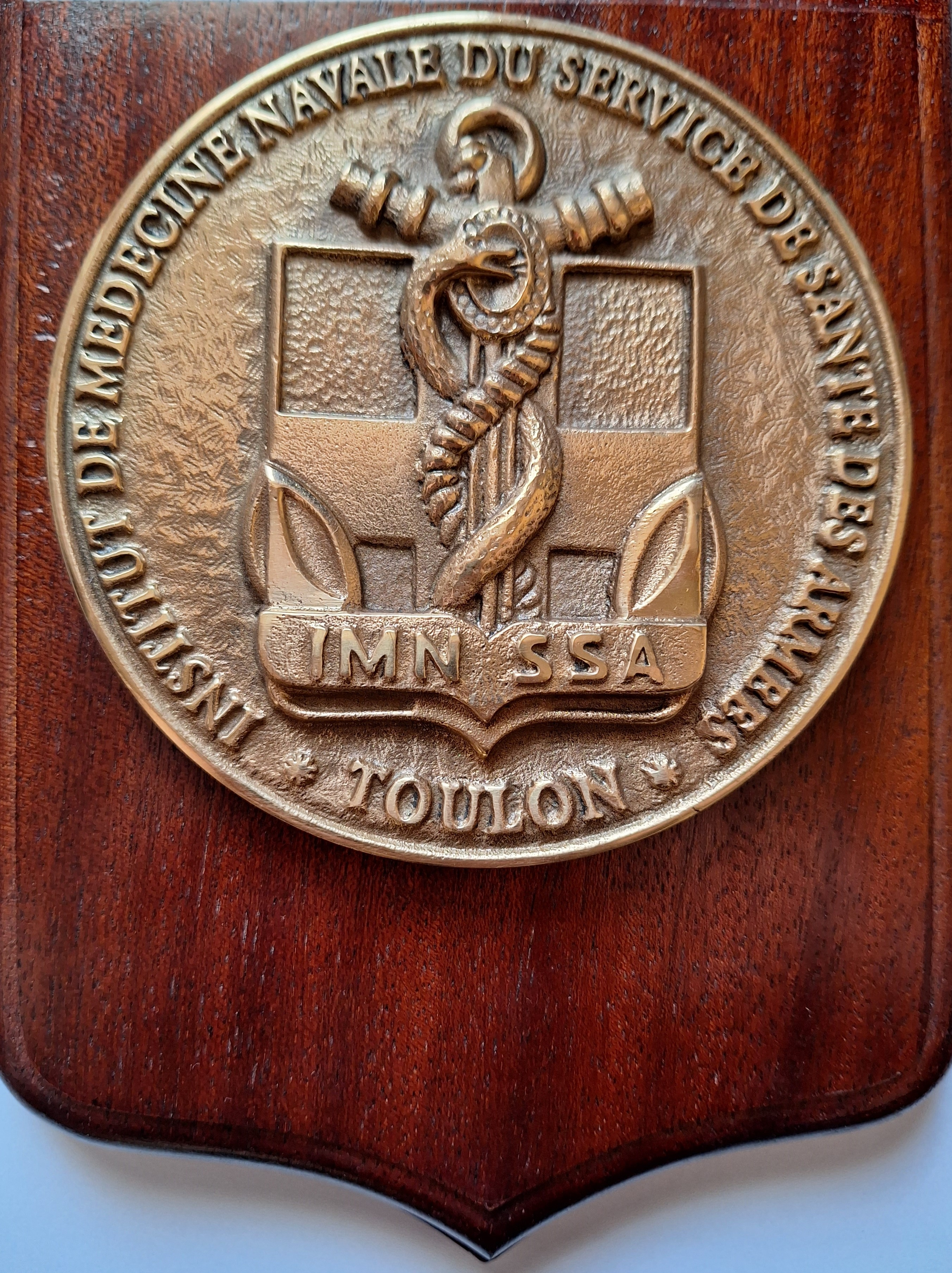
Insigne de tradition de l'IMNSSA en bronze.

L'Institut de médecine navale du service de santé des armées (IMNSSA), installé à Toulon sur le terrain de l'ancien hôpital Sainte-Anne, était l'un des trois instituts spécialisés du Service de santé des armées et avait deux missions. D'une part, il spécialisait les jeunes médecins sortis des écoles de formation du Service santé des armées aux spécificités de la médecine embarquée sur les bâtiments de la Marine nationale. D'autre part il conduisait les recherches scientifiques et médicales nécessaires à la compréhension du milieu aquatique, à l'adaptation de l'Homme à ce milieu et à la prise en compte du facteur humain dans les nouvelles technologies maritimes.

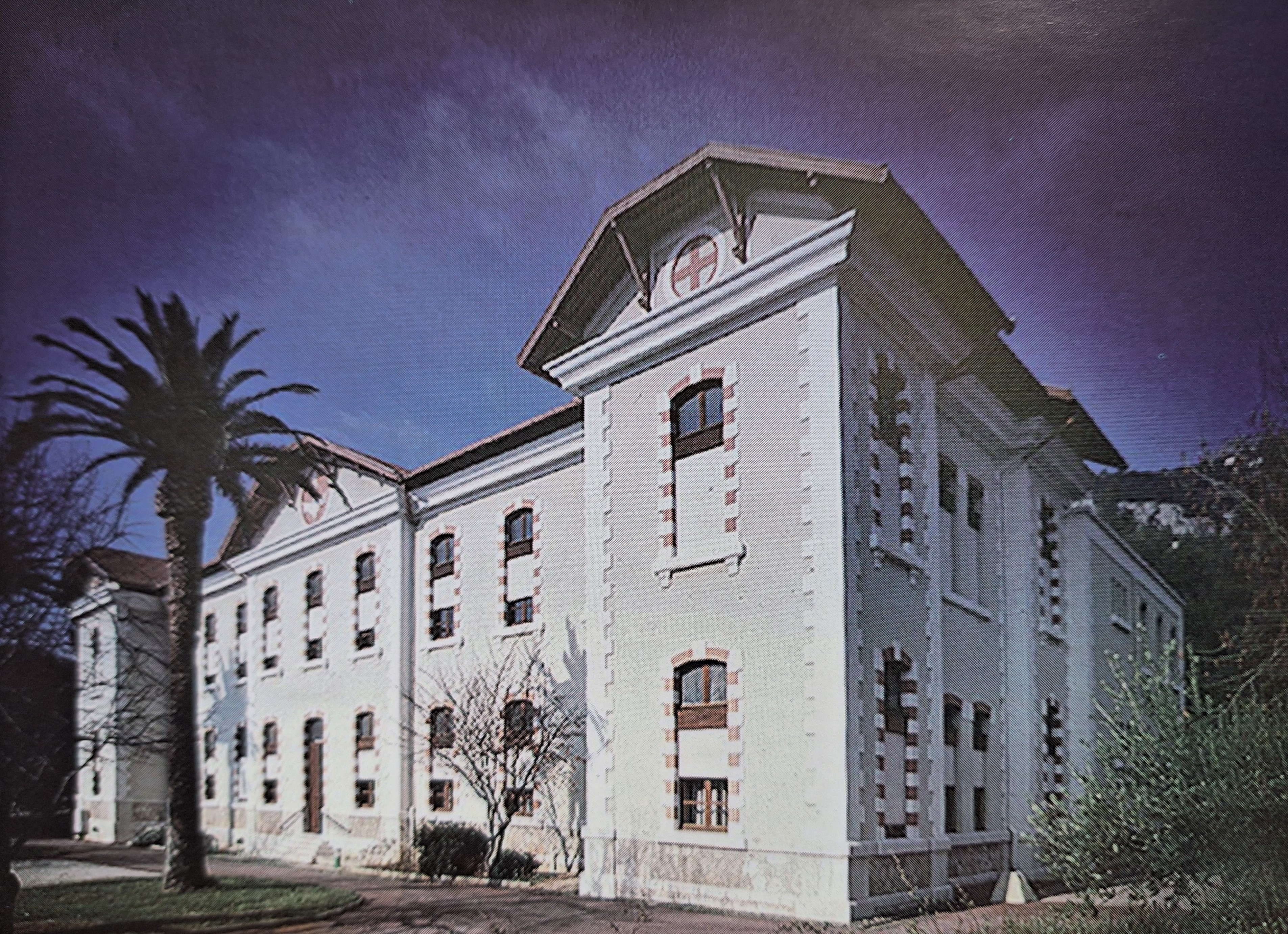
Le Pavillon Fonssagrives qui hébergeait la direction et le principal amphithéâtre de l'IMNSSA.

Il avait été créé en 1993 par la fusion administrative du Centre d'études et de recherches biophysiologiques appliquées à la Marine (CERB) lui-même créé en 1959 à l'initiative d'Henri Laborit et de l'École d'application du service de santé pour la marine beaucoup plus ancienne. En fait les deux établissements étaient déjà placés sous la même direction depuis 1964 et le nouvel institut en est l'héritier naturel.

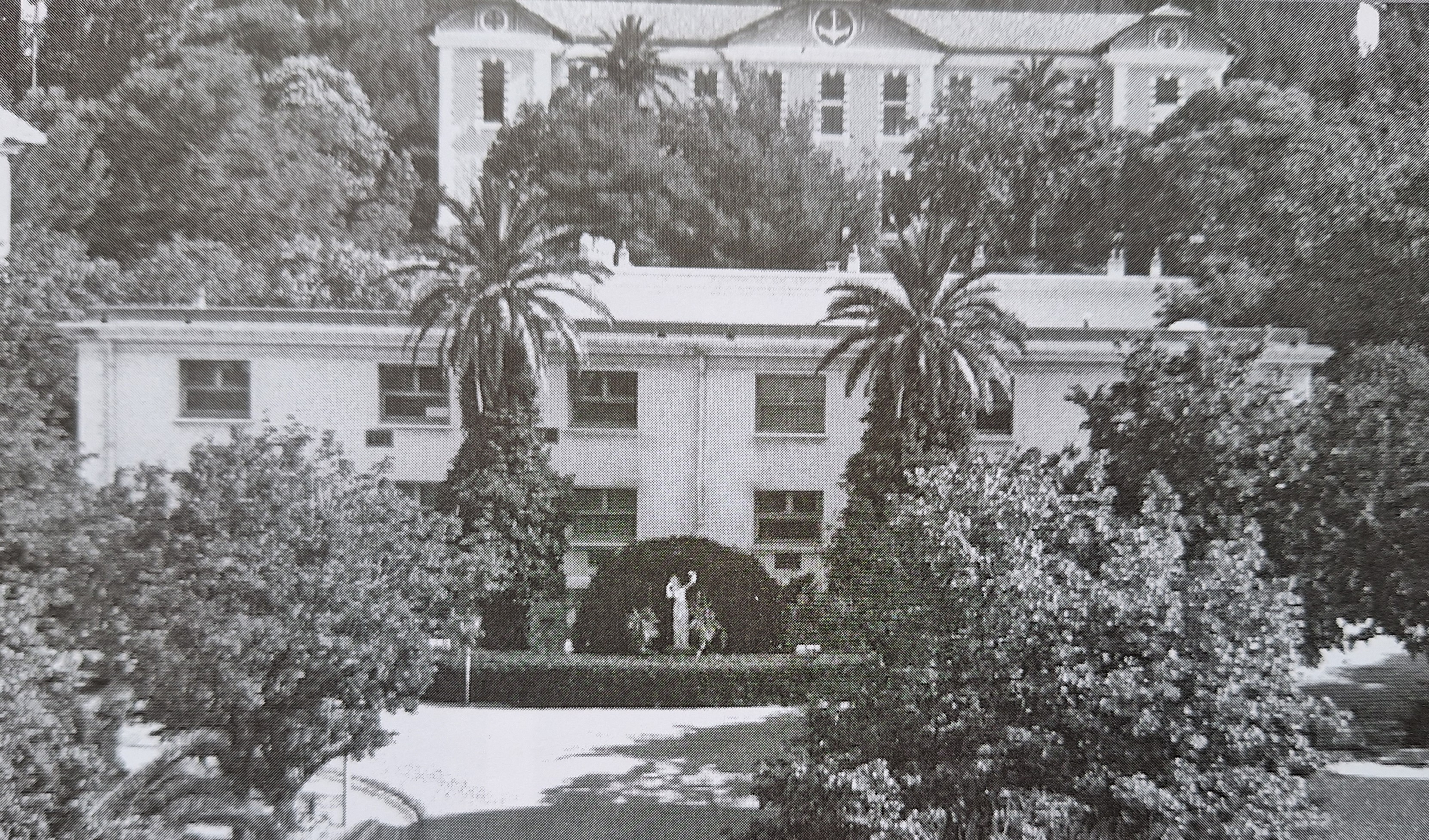
Le Pavillon Grimaud qui hébergeait une partie du centre de recherches (CERB).

Dans sa fonction pédagogique il attribue la qualification de médecine navale aux jeunes médecins militaires ayant choisi de servir dans les unités de la  Marine nationale avant leur affectation dans une unité (le plus souvent un bâtiment à la mer) de celle-ci.
Dans son activité de recherche il a conduit des travaux dont la nature a varié au fil du temps et des priorités parmi lesquelles on peut citer après les travaux initiaux en pharmacologie inspirés par Henri Laborit en personne, la protection contre les effets de la chaleurs des mécaniciens embarqués, la protection contre les effets des ondes radars, les antinaupathiques, et les manifestations d'hyperbarie et d'hypobarie qui constituent les risques permanents des plongeurs et sous-mariniers.
L'Institut de médecine navale du service de santé des armées a été fermé en 2011 dans le cadre de la réforme de la recherche au sein du Service de santé des armées ayant abouti à la création de l'Institut de recherche biomédicale des armées,,,.